# Pseudopoda everesta
Pseudopoda everesta är en spindelart som beskrevs av Jäger 200. Pseudopoda everesta ingår i släktet Pseudopoda och familjen jättekrabbspindlar.
Artens utbredningsområde är Nepal. Inga underarter finns listade i Catalogue of Life.